# Northern Ireland Screen
Northern Ireland Screen je národní filmový institut sídlící v Belfastu, jehož cílem je podpora, koordinace a financování severoirské kinematografie a zahraničních koprodukcí.

## Historie
Institut vznikl v roce 1989 pod názvem Northern Ireland Film Council, později byl v roce 1997 přejmenován na Northern Ireland Film & Television Commission. Současnou podobu a název získal v roce 2007 jako součást proměny kulturní scény a financování filmové tvorby Severního Irska po podepsání velkopáteční mírové dohody v roce 1998.

## Činnost
Aktivity a činnost institutu podporuje Kancelář pro kulturu, umění a volný čas (Department of Culture, Arts and Leisure), agentura Invest Northern Ireland a také UK Film Council. The Arts Council Severního Irska delegoval na institut také rozdělování financí ze sázkového fondu (Lottery Fund), z něhož se financuje výroba britských a severoirských filmů. Organizace je také zodpovědná za rozdělování financí (cca 12 milionů liber) z tzv. Irish Language Broadcast Fund na tvorbu v irštině a galštině, především pro televize BBC a TG4. Mezi podporované projekty patří například kina Strand Arts Centre, Queens Film Theatre, nebo festivaly Belfast Film Festival, Foyle Film Festival a Cinemagic. Aktivity institutu zahrnují také financování národní kinematografie, podporu koprodukcí formou pobídek, koordinace štábů nebo nabídky čtyř filmových studií (Titanic Studios, Belfast Harbour Studios, North Foreshore Studios, Studio Ulster) nebo podporu a rozvoj filmové výchovy (např. formou školení učitelů předmětu Moving Image Arts).